# Panafrolepta
Panafrolepta is een geslacht van kevers uit de familie bladkevers (Chrysomelidae).
De wetenschappelijke naam van het geslacht werd in 2006 gepubliceerd door Mertgen & Wagner.

## Soorten
- Panafrolepta dahlmani (Jacoby, 1899)